# Сенокос (Добричская область)
Сенокос (болг. Сенокос) — село в Болгарии. Находится в Добричской области, входит в общину Балчик. Население составляет 626 человек.

## Политическая ситуация
В местном кметстве Сенокос, в состав которого входит Сенокос, должность кмета (старосты) исполняет Михаил Атанасов Милчев (Болгарская социалистическая партия (БСП)) по результатам выборов правления кметства.
Кмет (мэр) общины Балчик — Николай Добрев Ангелов (независимый) по результатам выборов в правление общины.